# Брель Емболо
Брель Емболо (нім. Breel Embolo, нар. 14 лютого 1997, Яунде) — швейцарський футболіст камерунського походження, нападник «Монако» та збірної Швейцарії.

## Клубна кар'єра
Народився 14 лютого 1997 року в місті Яунде. Згодом мати Емболо разом з двома синами переїхала до швейцарського Базеля, де Брель у грудні 2014 року, за два місяці до свого 18-річчя, отримав швейцарський паспорт. 
Свою футбольну кар'єру Емболо розпочав в юнацькій школі базельського клубу «Нордштерн». У 2008 році він перейшов у молодіжну академію «Олд Бойз», а після 2010 року опинився в «Базелі».
13 березня 2014 року у віці 17 років Брель дебютував на професійному рівні, замінивши на 90-й хвилині у матчі Ліги Європи проти зальцбургського «Ред Булла» Серея Ді.
З сезону 2014/15 Емболо основним форвардом «Базеля» і став з ним триразовим чемпіоном Швейцарії. Відіграв за команду з Базеля 61 матч в національному чемпіонаті.
26 червня 2016 року прес-служба клубу «Шальке 04» оголосила про підписання п'ятирічного контракту з Брелем Емболо за € 20 млн. Протягом свого першого сезону в Німеччині з'являвся на полі епізодично, взявши участь у десяти матчах в усіх турнірах. З наступного сезону почав отримувати більше ігрового часу, додав до свого активу 23 ігри, з них 21 у Бундеслізі.
Через три роки, 28 червня 2019 року, про підписання з Емболо 4-річного контракту оголосила «Боруссія» (Менхенгладбах).
15 липня 2022 року приєднався до складу клубу Ліги 1 «Монако», підписавши з клубом 4-річний контракт.

## Виступи за збірні
У 2012 році Емболо виступав за юніорські збірні Швейцарії до 16 та 17 років у товариських матчах, не маючи паспорта цієї країни. У грудні 2014 року йому було надано громадянство Швейцарії, і, таким чином, Брель отримав право брати участь в офіційних змаганнях на рівні збірних.
З 2014 року залучався до складу молодіжної збірної Швейцарії. На молодіжному рівні зіграв у 8 офіційних матчах.
31 березня 2015 року дебютував в офіційних матчах у складі національної збірної Швейцарії в товариській грі проти збірної США (1:1), вийшовши на заміну на 56-ій хвилині замість Йосипа Дрмича.
Був учасником чемпіонату Європи 2016 року у Франції, де виходив в усіх чотирьох матчах швейцарців (тричі з лави для запасних).
2018 року був включений до заявки збірної Швейцарії для участі у тогорічному чемпіонаті світу в Росії, дебютував на світових першостях, вийшовши на поле у першій грі групового етапу наприкінці зустрічі і допоміг швейцарцям втримати нічию 1:1 у протистоянні зі збірною Бразилії.
24 листопада 2022 року у першій грі групового етапу чемпіонату світу 2022 на початку 2-го тайму відзначився дебютним голом за збірну в основних стадіях турніру, у протистоянні з не чужою для нього збірною Камеруну. Гол виявився єдиним та переможним.
В останній грі групового етапу цього ж чемпіонату забив м'яч у ворота збірної Сербії, поєдинок завершився з рахунком 3:2 на користь команди Швейцарії, яка забезпечила собі місце в 1/8 фіналу.

## Статистика виступів

### Статистика клубних виступів
Станом на 18 червня 2018 року
| Сезон                 | Команда               | Чемпіонат             | Чемпіонат | Чемпіонат | Національний кубок | Національний кубок | Національний кубок | Континентальні кубки | Континентальні кубки | Континентальні кубки | Інші змагання | Інші змагання | Інші змагання | Усього | Усього |
| Сезон                 | Команда               | Ліга                  | Ігор      | Голів     | Ліга               | Ігор               | Голів              | Ліга                 | Ігор                 | Голів                | Ліга          | Ігор          | Голів         | Ігор   | Голів  |
| --------------------- | --------------------- | --------------------- | --------- | --------- | ------------------ | ------------------ | ------------------ | -------------------- | -------------------- | -------------------- | ------------- | ------------- | ------------- | ------ | ------ |
| 2013–14               | «Базель»              | СЛ                    | 7         | 1         | КШ                 | 0                  | 0                  | ЛЧ+ЛЄ                | 0+4                  | 0                    | -             | -             | -             | 11     | 1      |
| 2014–15               | «Базель»              | СЛ                    | 26        | 10        | КШ                 | 5                  | 6                  | ЛЧ                   | 8                    | 1                    | -             | -             | -             | 39     | 17     |
| 2015–16               | «Базель»              | СЛ                    | 27        | 10        | СА                 | 1                  | 0                  | ЛЧ+ЛЄ                | 4+8                  | 1+2                  | -             | -             | -             | 40     | 13     |
| Усього за «Базель»    | Усього за «Базель»    | Усього за «Базель»    | 60        | 21        |                    | 6                  | 6                  |                      | 24                   | 4                    |               |               |               | 90     | 31     |
| 2016–17               | «Шальке 04»           | БЛ                    | 7         | 2         | КН                 | 1                  | 1                  | ЛЄ                   | 2                    | 0                    | -             | -             | -             | 10     | 3      |
| 2017–18               | «Шальке 04»           | БЛ                    | 21        | 3         | КН                 | 2                  | 0                  | -                    | -                    | -                    | -             | -             | -             | 23     | 3      |
| Усього за «Шальке 04» | Усього за «Шальке 04» | Усього за «Шальке 04» | 28        | 5         |                    | 3                  | 1                  |                      | 2                    | 0                    |               |               |               | 33     | 6      |
| Усього за кар'єру     | Усього за кар'єру     | Усього за кар'єру     | 89        | 26        |                    | 9                  | 7                  |                      | 26                   | 4                    |               |               |               | 124    | 37     |

## Титули і досягнення
- Чемпіон Швейцарії (3):

«Базель»: 2013–14, 2014–15, 2015–16